# Josep Puigdengolas Barella
Josep Puigdengolas Barrella (Barcelona (1906 - 1987), fue un pintor paisajista español del siglo XX.
El Marqués de Lozoya dijo de Puigdengolas que figuraba entre los más insignes representantes de la escuela paisajística española. Representado en el Museo Nacional Centro de Arte Reina Sofía y en el Museo de Arte Moderno de Barcelona, entre otros.
Estudió en la Academia de Bellas Artes de Florencia. Tuvo su estudio en Barcelona pero residió temporadas en Mallorca y la Cerdaña. En 1951 fue nombrado catedrático de la Escuela Superior de Bellas Artes de Sant Jordi de Barcelona.
En 1972, su hijo Josep se casó con la pintora Glòria Muñoz.